# Celestino Coronado

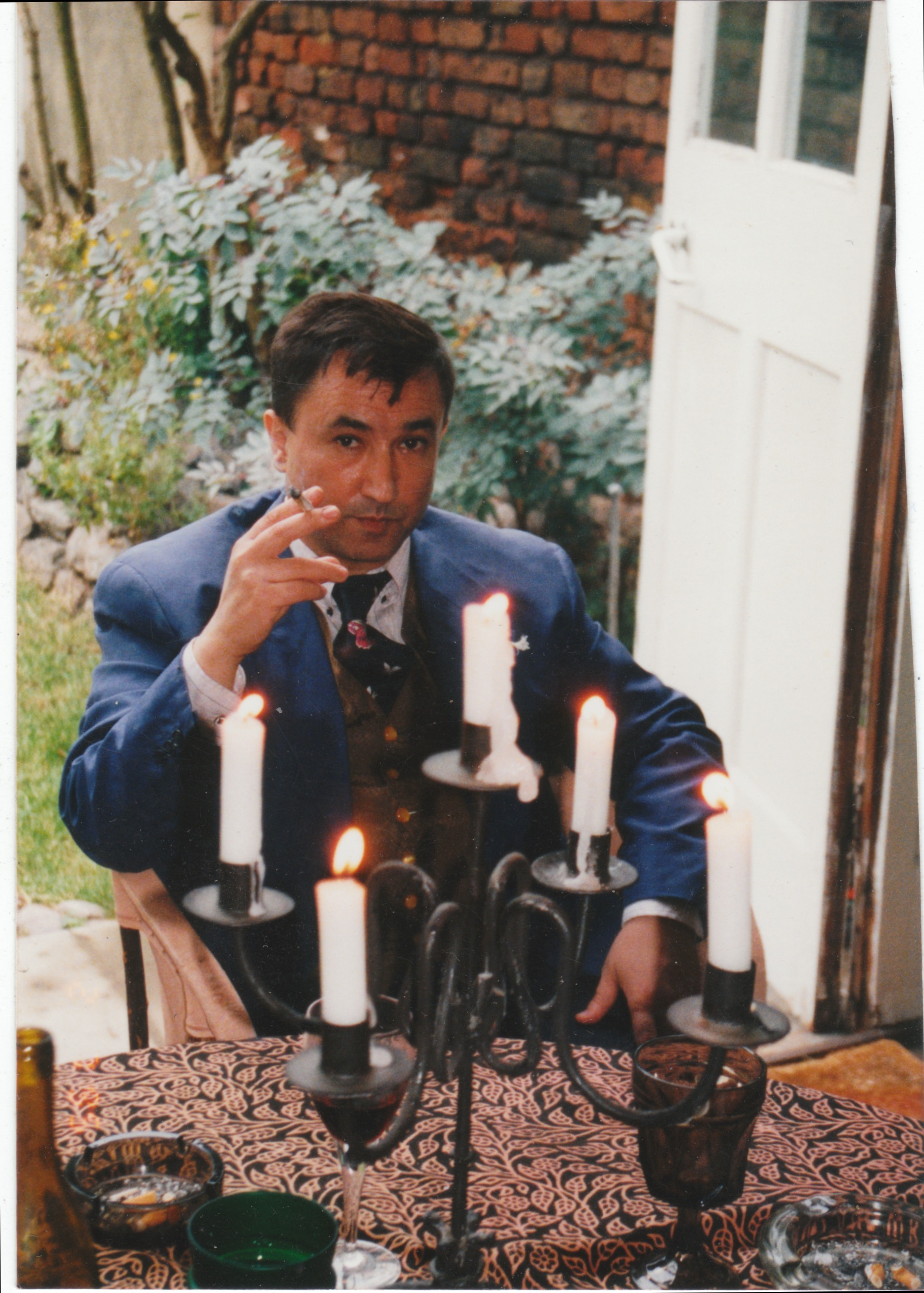
Celestino Coronado en Brechin Place, ca.2009

Celestino Coronado Romero (20 de noviembre de 1944-21 de julio de 2014), también conocido como Celestino Coronado, fue un director de cine y teatro español, escritor, bailarín y mimo. Fue director artístico de la legendaria compañía de Lindsay Kemp de 1973 a 1985, ejerciendo como embajador emisario de la troupe en sus memorables primeras giras por España durante la época de la transición. Entre sus íntimos amigos y colaboradores, destacan Lindsay Kemp, el actor David Meyer, el actor ciego Jack Birkett (también conocido como El Increíble Orlando) y el compositor Carlos Miranda.

## Vida y obra
Nació en Puebla de Sancho Pérez, Badajoz, Extremadura. Viajó a Madrid cuando muy joven y luego se trasladó a Londres en 1967 donde se radicó el resto de su vida, residiendo en un piso alquilado en Brechin Place, South Kensington, vivienda que ha sido proverbial para tantos visitantes españoles, amigos y colaboradores durante décadas.
Estudia cinematografía en el Royal College of Art (School of Film and Television), graduándose Master of Arts en 1976. Estudió mimo con Lindsay Kemp y pronto se convirtió en colaborador en su compañía como director artístico, contribuyendo a la creación de los espectáculos: "Flowers", "That's the Show", "Legends", "The Maids" ("Las Criadas" de Genet), "Salomé", "Mr. Punch's Pantomime", "Sueño de una Noche de Verano", y "Duende, poema fantástico para Federico García Lorca".
También colaboró en la Rambert Dance Company con Lindsay Kemp y el compositor Carlos Miranda en la creación de los espectáculos de danza-teatro: "The Parades Gone By" (1976) y "Cruel Garden" (con coreografía de Christopher Bruce - 1977, también en versión fílmica dirigida por Colin Nears que ganó el Prix Italia Música 1982).
Su film "Hamlet" (1976) fue su diploma de graduación en el Royal College of Art, realizado en video y luego transferido a 16mm. Luego filmó "Sueño de una Noche de Verano" (1984, basado en la adaptación teatral de Lindsay Kemp), producida por Televisión Española (TVE).
Coronado ha realizado varias producciones en video y Super 8 basados en espectáculos teatrales, "happenings" y eventos. Entre estos, su film en Super 8 de "Nijinsky, il matto" (1982, producido por el Teatro Alla Scala, Milán) y una producción en video de la obra teatral "Goodbye G.O.D." de Carlos Miranda con Jack Birkett (El Increíble Orlando) en 1987.
Entre sus incursiones en el teatro como director, asumió la dirección artística del espectáculo "Nuevo Día" con Lole y Manuel y la Familia Montoya, en gira española en 1978. En 1989 dirigió la obra "Smoking Mirror" del dramaturgo chileno Alfredo Cordal, y también dirigió una adaptación cinematográfica de dicho espectáculo.
Coronado continuó escribiendo y concibiendo varios proyectos que no llegaron a materializarse. Vivió sus últimos años teniendo problemas de salud mental, y su a veces conflictivo comportamiento público le causaron problemas con la policía. Murió en julio de 2014 de cáncer colorrectal. 

## Filmografía
- The Lindsay Kemp Circus (1973)
- Miroirs (1974)
- Le Bel Indiferent (1975)
- Hamlet (1976)
- Sueño de una Noche de Verano (1984)
- Smoking Mirror (1989)